# Liste der Monuments historiques in Semoutiers-Montsaon
Die Liste der Monuments historiques in Semoutiers-Montsaon führt die Monuments historiques in der französischen Gemeinde Semoutiers-Montsaon auf.

## Liste der Objekte
| Bezeichnung           | Beschreibung                                                                                         | Standort                                            | Kennzeichnung | Schutzstatus | Datum | Bild |
| --------------------- | --- | --------------------------------------------------- | ------------- | ------------ | ----- | ---- |
| Zwölf-Apostel-Retabel | Stein, farbig gefasst, 16. Jahrhundert                                                               | Semoutiers, in der Kirche St-Pierre-ès-Liens (Lage) | PM52001128    | Classé       | 1974  |      |
| Hauptaltar            | Altartisch, Altaraufbau, Tabernakel und Retabel; Holz, farbig gefasst und vergoldet, 18. Jahrhundert | Montsaon, in der Kirche St-Didier (Lage)            | PM52001129    | Classé       | 1971  |      |